# Funky
La palabra funky se aplicó originalmente, en los años 1950, a un determinado tipo de jazz (funky jazz). Por extensión, se aplica a toda música que contenga unas determinadas características que se relacionan con cualidades consideradas «negras»: ritmo fuertemente acentuado, en especial las líneas de bajo, utilización de riffs muy sincopados, etc.

## Etimología
Funky es un adjetivo derivado, bien del sustantivo «funk», bien del verbo «to funk». En el primero de los supuestos, funk podría traducirse por "pánico", aunque existe una acepción inglesa antigua (hacia 1600) con el significado de "olor nauseabundo". Como verbo, significa tener miedo, aunque según Clayton y Gammond, a partir de 1700 también asumió la acepción de causar mal olor y, más específicamente, oler mal como consecuencia del humo del tabaco. Según parece, el adjetivo funky pasó a identificar los locales desagradables y malolientes en la primera mitad del siglo XX; por ejemplo, uno de los más afamados locales de Nueva Orleans, donde solía tocar Buddy Bolden al iniciarse el siglo, se llamaba Funky Butt Hall. Finalmente, pasó a denominar a un tipo concreto de jazz, en la década de 1950.

## Evolución
Originalmente se aplicó a una forma de tocar jazz, dentro del estilo hard bop, fuerte y rítmico, muy visceral, con influencias del blues y el gospel y con elementos de tradición africana; estilo que se llamó precisamente funky, aunque más tarde se le designaba también como soul jazz. Sin embargo, desde muy pronto, el término comenzó a utilizarse para referirse a la música "animada y bailable", en un sentido muy similar al de la palabra groove, a pesar del rechazo de esta identificación por parte de la crítica jazzística.
A comienzos de la década de 1960, el término funky pasó a designar una manera de blues y soul muy negras. En la segunda mitad de esa misma década, especialmente a partir de James Brown, esta forma de tocar se consolidó como un género específico, el Funk.
Actualmente, la palabra funky se utiliza tanto para referirse a la cualidad propia del funk, como para indicar otras músicas que contienen los elementos básicos del propio funk. Es por tanto un término abierto que se centra más en la forma de tocar que en el estilo musical concreto.